# Константиновский сельсовет (Оренбургская область)
Константиновский сельсовет — сельское поселение в Шарлыкском районе Оренбургской области Российской Федерации.
Административный центр — село Константиновка.

## История
9 марта 2005 года в соответствии с законом Оренбургской области № 1919/356-III-ОЗ образовано сельское поселение Константиновский сельсовет, установлены границы муниципального образования.

## Население
| 2010 | 2012 | 2013 | 2014 | 2015 | 2016 | 2017 |
| ---- | ---- | ---- | ---- | ---- | ---- | ---- |
| 537  | ↘522 | ↘502 | ↘482 | ↘477 | ↘473 | ↗478 |
| 2018 | 2019 | 2020 | 2021 |      |      |      |
| ↘476 | ↘460 | ↘455 | ↘442 |      |      |      |

## Состав сельского поселения
| № | Населённый пункт | Тип населённого пункта       | Население |
| - | ---------------- | ---------------------------- | --------- |
| 1 | Константиновка   | село, административный центр | 290       |
| 2 | Кузьминовка      | село                         | 4         |
| 3 | Прохоровка       | село                         | 4         |
| 4 | Ялчкаево         | село                         | 239       |